# Svartvit todityrann
Svartvit todityrann (Poecilotriccus capitalis) är en fågel i familjen tyranner inom ordningen tättingar.

## Utseende och läte
Svartvit todityrann är en liten och vackert tecknad tyrann. Hanen har svart ovansida, vit undersida, gula kanter på skuldrorna och en ljus fläck framför ögat. Honan är olivgrön på rygg och vingar, kastanjebrun på huvudet, grå i ansiktet och på strupen samt gulaktig på buken. Båda könen har ett ljusgult streck utmed vingens inre del. Bland lätena hörs vassa och metalliska tjippande ljud och en serie med exalterade drillar.

## Utbredning och systematik
Fågeln förekommer från sydöstra Colombia till östra Ecuador, nordöstra Peru och sydvästra Brasilien (Rondônia). Den behandlas som monotypisk, det vill säga att den inte delas in i några underarter.

### Familjetillhörighet
Arten placeras traditionellt i familjen tyranner. DNA-studier visar dock att Tyrannidae består av fem klader som skildes åt redan under oligocen,, varför vissa auktoriteter behandlar dem som egna familjer. Svartvit todityrann med släktingar bryts då ut till familjen Pipromorphidae.

## Levnadssätt
Svartvit todityrann hittas i regnskog i låglänta områden och förberg. Den ses i täta snår i skogens undervegetation, ofta där det finns bambu.

## Status och hot
Arten har ett stort utbredningsområde, men tros minska i antal, dock inte tillräckligt kraftigt för att den ska betraktas som hotad. Internationella naturvårdsunionen IUCN listar arten som livskraftig (LC).